# 스캄
《스캄》(노르웨이어: Skam)는 2015년부터 2017년까지 방영된 노르웨이의 텔레비전 드라마이다.